# Philosepedon scutigerus
Philosepedon scutigerus är en tvåvingeart som beskrevs av Vaillant 1963. Philosepedon scutigerus ingår i släktet Philosepedon och familjen fjärilsmyggor. Inga underarter finns listade i Catalogue of Life.